# Feel My Mind
Feel My Mind (estilizado como feel my mind) es el tercer álbum de estudio lanzado por la cantante japonesa de J-Pop y R&B Kumi Kōda el 18 de febrero del año 2004 bajo el sello rhythm zone.

## Lista de canciones
Para la grabación del tercer álbum de estudio de la artista, feel my mind, Kumi confiesa que tuvo algunas discusiones con productores dentro del sello Avex Trax debido a que ya tenían planeado otro álbum bastante parecido a los dos anteriores, y ella ya quería explorar nuevos estilos, renovarse un poco. En los últimos tiempos la joven había empezado a incursionar dentro de la música occidental, y empezó a dejarse influenciar por música R&B y Hip-Hop. Y también propuso a Avex que le permitiera preparar su primer tour en algunas localidades de Japón. Ambas propuestas fueron aceptadas y empezaron a trabajar al poco tiempo en estos puntos.
Ya en la época de masterización de feel my mind, ya cercano al lanzamiento, le fue pedido a Kumi que cantara el tema de la serie Cutie Honey, originalmente escrita por Claude Q. La cantante la grabó a último momento para que lograra ser incluida dentro del álbum, aunque sólo como bonus track y por tiempo limitado.
La canción finalmente estuvo masivamente producida para sus fanes dentro del undécimo sencillo de la artista LOVE & HONEY, donde también hay otras canciones que fueron parte de la serie Cutie Honey. El sencillo fue un gran éxito.
| N.º | Título              | Letras                   | Música           | Arreglistas(s)                     | Duración |  |
| 1.  | «Break it down»     | Kumi Koda, Daisuke Imai  | Daisuke Imai     | Daisuke Imai                       | 4:29     |  |
| 2.  | «Crazy 4 U»         | Miki Watanabe            | Miki Watanabe    | Miki Watanabe                      | 4:06     |  |
| 3.  | «Rock Your Body»    | Kumi Koda, Daisuke Imai  | Daisuke Imai     | Daisuke Imai                       | 4:12     |  |
| 4.  | «Rain»              | Kumi Koda                | Hiroo Yamaguchi  | Miki Watanabe                      | 5:08     |  |
| 5.  | «Without Your Love» | Kumi Koda, Daisuke Imai  | Daisuke Imai     | Daisuke Imai                       | 4:44     |  |
| 6.  | «Talk to You»       | Kumi Koda                | Kazuhiro Hara    | Miki Watanabe                      | 4:26     |  |
| 7.  | «Hana (華?)»        | Kumi Koda, Tooko         | Kaido            | Reo Nishikawa                      | 5:03     |  |
| 8.  | «Get Out The Way»   | Kumi Koda                | Akira            | Akira                              | 3:40     |  |
| 9.  | «Sweet Love...»     | Kumi Koda, Tooko         | Kaido            | Reo Nishikawa                      | 5:12     |  |
| 10. | «Gentle Words»      | Kumi Koda                | D.A.I.           | h-wonder                           | 3:37     |  |
| 11. | «magic with LISA»   | Ken Matsubara            | Elizabeth Narita | Elizabeth Narita, Ryuichiro Yamaki | 4:57     |  |
| 12. | «COME WITH ME»      | Kumi Koda, Yumi Kawamura | h-wonder         | h-wonder                           | 4:46     |  |

| Bonus Tracks |                                                                         |                  |                  |                  |          |  |
| N.º          | Título                                                                  | Letras           | Música           | remix            | Duración |  |
| 13.          | «Yume (夢?) -with You- R. Yamaki's Groove Mix» (Toshinobu Kubota cover) | Toshinobu Kubota | Toshinobu Kubota | Ryuichiro Yamaki | 4:52     |  |
| 14.          | «Cutie Honey» (cover)                                                   | Claude Q         | Takeo Watanabe   | h-wonder         | 3:05     |  |

- Datos: Q306366